# Junellia patagonica
Junellia patagonica là một loài thực vật có hoa trong họ Cỏ roi ngựa. Loài này được (Speg.) Moldenke mô tả khoa học đầu tiên năm 1940.